# Désuétude (linguistique)
 (décembre 2021).
En linguistique, la désuétude exprime le fait pour une unité lexicale ou grammaticale de ne plus être dans l'usage, de ne plus être employé dans la langue.

## En français
Il s'applique en particulier aux mots et expressions qui, employés à une certaine époque, sont plus ou moins tombés dans l'oubli; aux termes que l'on a cessé d'employer, même si parfois, grâce notamment aux références littéraires dont nous disposons, leur sens nous est encore connu, à défaut d'être familier.
La désuétude est alors attachée à des mots qui n'ont plus de locuteurs pour leur donner vie. L'abréviation "dés", dans certains dictionnaires, signale ainsi les termes en question, preuve qu'ils n'ont pas perdu toute pertinence et conservent, par-delà les âges, un certain écho dans les consciences.
Il arrive parfois qu'un mot soit tombé en désuétude alors qu'une expression liée soit toujours employée.
exemple: la "sauce grand veneur", le mot "veneur" ayant depuis longtemps cessé de désigner un chasseur dans le langage courant.
La désuétude est un processus important, une étape dans la formation et l'évolution des langues ; elle correspond à un élagage par la pratique et l'usage du langage, qui sanctionne les mots devant être considérés comme "courants". Elle s'inscrit dans un cadre plus large qui conduit à la disparition pure et simple de certains mots ayant parfois connu une fortune importante à une époque antérieure.
L'Académie française, dans son œuvre lexicographique, ne fait ainsi qu'entériner, avaliser une situation de fait, en donnant un instantané du langage courant et en qualifiant de « désuet » certains termes, voire en les éliminant purement et simplement.
Le rédacteur d'un dictionnaire doit ainsi décider s'il qualifie le mot ou l'expression d'« historique » (en indiquant les dates d'emploi),  de « désuet », d'« inusité » ou de « disparu  »[réf. nécessaire].

### Triangle sémiotique d'Odgens & Richard[1]
Si l'on considère un mot, mot écrit ou imprimé avec les lettres d'un alphabet ou un idéogramme, ou dit, prononcé avec des sons que l'on peut transcrire en alphabet phonétique, Il faut distinguer, en reprenant l'analyse d'Odgens et Richards et leur triangle sémiotique : 
- Le mot (Symbol) lui-même, le signifiant de Saussure que nous mettrons en italique pour respecter ses conventions
- La chose (Ding), objet ou action, à laquelle il renvoie, le dénoté
- Le concept (Begriff), ce à quoi il fait penser, le mot lu ou entendu, la connotation, le signifié de Saussure que nous mettrons entre guillemets pour les mêmes raisons et qui dépend de l'interlocuteur. Le mot chien qui renvoie à l'animal chien  fait penser pour l'un à l'ami domestique pour l'autre à une bonne recette
- L'emploi de ce mot par ceux qui parlent cette langue, l'écrivent ou l'impriment

Un schéma universel, anglais, allemand, chinois, etc.
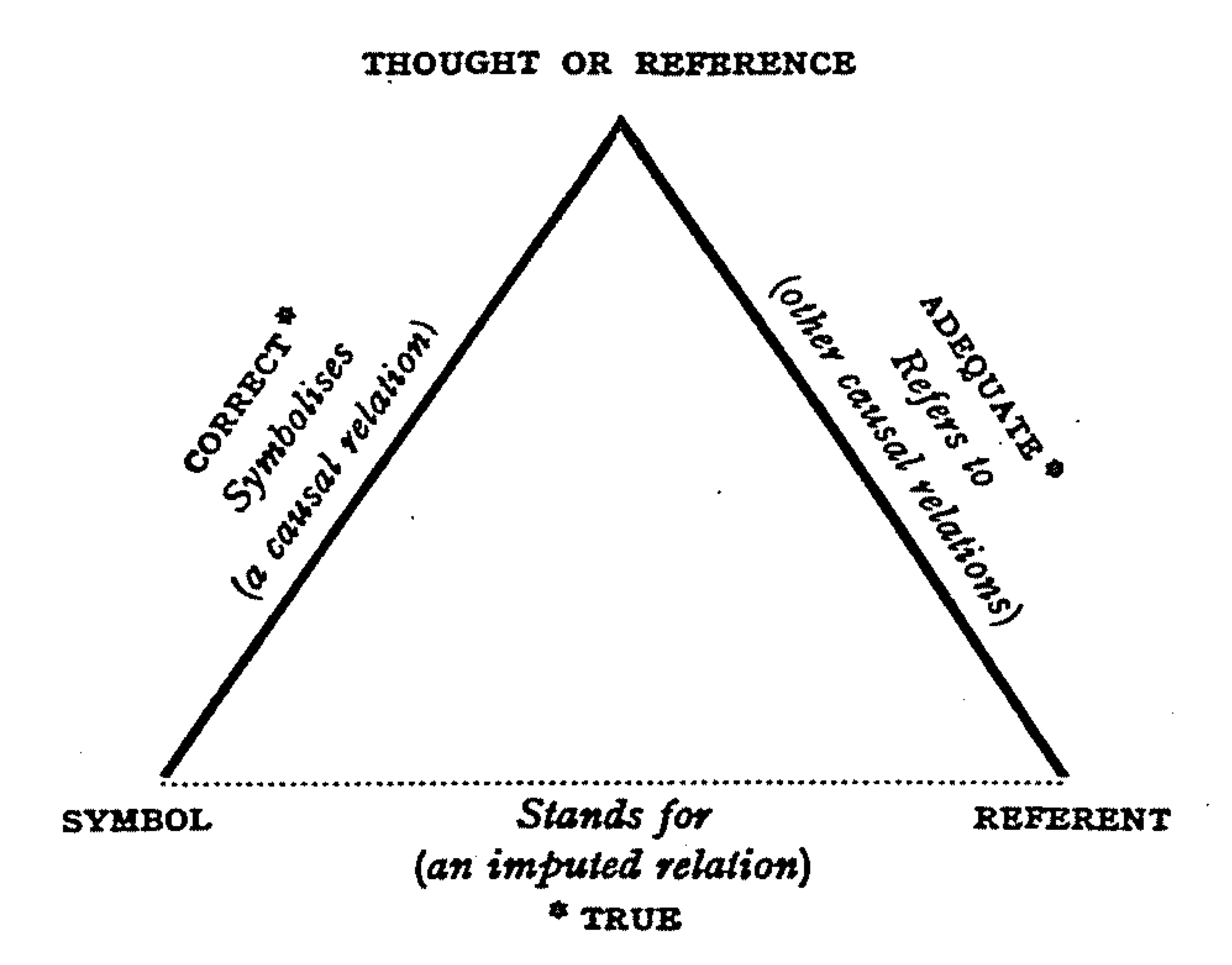
Le triangle sémiotique d'Odgens & Richard dans sa version originale : le mot (Symbol), la chose (Referent), le concept (Though).
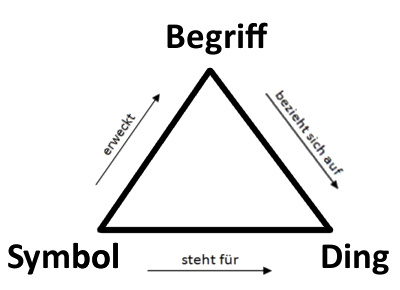
Le triangle sémiotique en allemand : le mot (Symbol), la chose (Ding) ), le concept (Begriff).
Le triangle en chinois. L'idéogramme, le chien, l'idée du chien (pour en manger)

### Les trois types de désuétude linguistique
Ceci conduit à trois types de désuétude
- La désuétude du référent, de la chose, objet ou action qui existe bien et est pratiqué ou bien qui n'existe plus a cessé d'être fabriqué ou utilisée
- La désuétude du mot ou de la locution, qui n'est plus employé  pour désigner cette chose qui existe toujours. Exemple : passage clouté.
- La désuétude du sens, du concept  qui importe une connotation désuète.

| LE MOT ÉCRIT OU DIT | PÉRENNITÉ DE LA CHOSE                                                         | EMPLOI DU MOT (OBSOLESCENCE)                                   | SENS ACTUEL DU CONCEPT                                                    |
| ------------------- | ----------------------------------------------------------------------------- | -------------------------------------------------------------- | ------------------------------------------------------------------------- |
| Aéroplane           | Brevet en                                                                     | Généralisé jusqu'en 1920                                       | « Avion » vintage, plaisanterie                                           |
| Adoubement          | Chevalerie. Ne se pratique plus. Pratique révolue                             | Incompris                                                      | ignoré                                                                    |
| Adouber             | Ordonner chevalier                                                            | Peu courant                                                    | « Confirmer qqn dans une fonction, entériner. »                           |
| Aéronat             | Dirigeable rigide, Zeppelin                                                   | Néologisme éphémère ca. 1905. Inusité                          | « Navire aérien (airship) géant » dans La Guerre des airs de Wells (1908) |
| Chauffeur           | Domestique qui chauffait le moteur d'une voiture à vapeur. Disparu            | Usuel                                                          | « Conducteur »                                                            |
| Chauffeurs          | Brigands qui chauffaient les pieds de leurs victimes au XIXe siècle. Éradiqué | Rare, au pluriel, dans un contexte historique                  | « Chauffeurs »                                                            |
| Bretelle            | Femmes ; hommes                                                               | Usuel                                                          | (mode)                                                                    |
| Dinosaure           | Espèce animale disparue                                                       | Usuel                                                          | (Figuré) « Vieux crouton »                                                |
| Diplodocus          | De la famille des Dinosaures disparu                                          | Usuel                                                          | « Gros animal préhistorique »                                             |
| Escopette           | Arquebuse de cavalerie. ca.1700                                               | Rare. Clubs de tir. Gil Blas. Un roman de Victor Méric (1935)  | (Figuré) « Chantage »                                                     |
| Figure de proue     | Sculpture en bois. Marine à voile. Usage abandonné                            | Expression peu connue                                          | « Chef de file »                                                          |
| Mercatique          | Commercialisation de masse. ca. 1860                                          | Expression peu usitée                                          | « marketing académique »                                                  |
| Motocyclette        | Véhicule motorisé à deux roues                                                | Peu usité, sinon dans les romans d'époque : Wells (1908), etc. | « Une moto » « vintage »                                                  |
| Passage clouté      | Zone de la chaussée où les piétons ont priorité                               | Bandes blanches                                                | « Priorité au piéton »                                                    |
| TSF                 | Poste à galène, etc.                                                          | Limite                                                         | « La radio »                                                              |